# Montagut (Conca de Dalt)
El Montagut és un cim de 1.348,1 metres d'altitud que es troba al centre de la Serra de Montagut, prop del límit meridional del terme de Conca de Dalt, dins de l'antic terme d'Hortoneda de la Conca, del Pallars Jussà.
És a prop del tritermenal entre Conca de Dalt, Abella de la Conca i Isona i Conca Dellà (antic terme d'Orcau).